# 长梗岩黄树
长梗岩黄树（学名：Xanthophytum balansae）为茜草科岩黄树属下的一个种。